# Stojan Nenczew
Stojan Nenczew (bg. Стоян Ненчев; ur. 1966, zm. 2 września 2020) – bułgarski zapaśnik walczący w stylu wolnym. Wicemistrz świata w 1990. Brązowy medalista mistrzostw Europy w 1989 roku.